# Plateau Yunnan-Guizhou

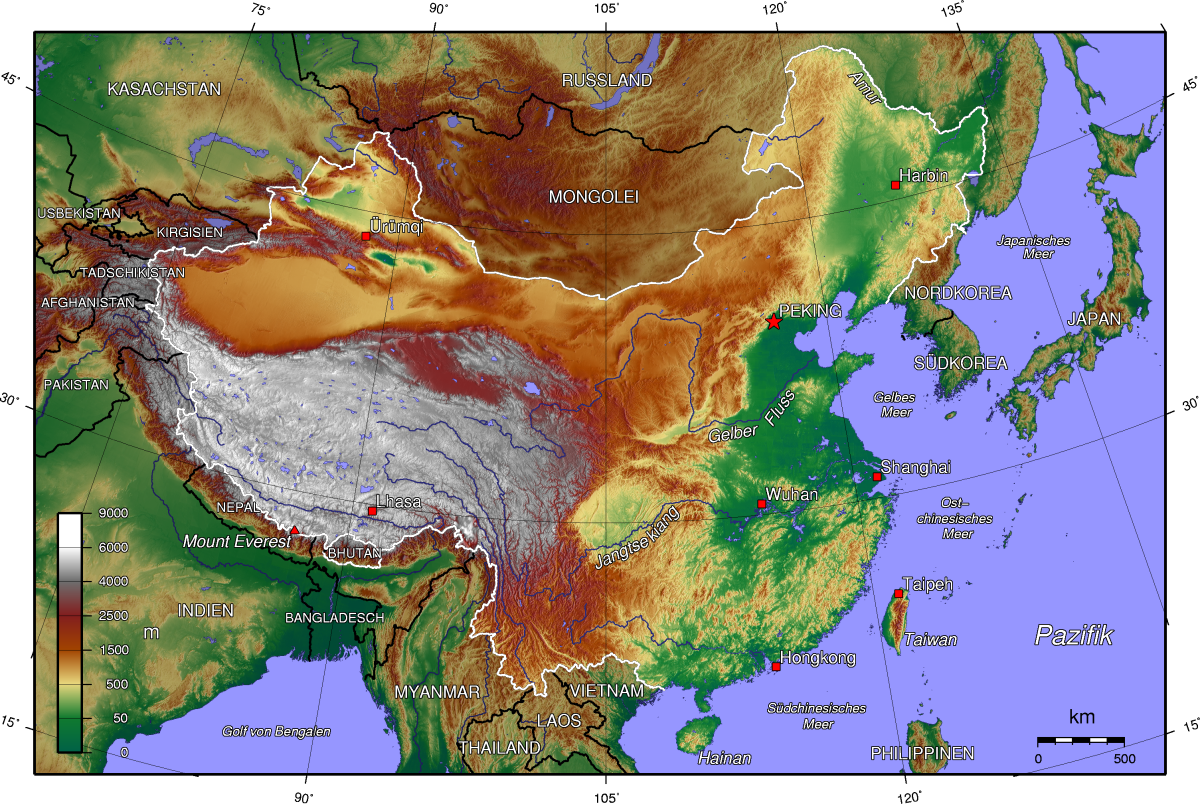
Carte topographique de la Chine avec le plateau Yunnan-Guizhou à l'extrême sud du pays, dans le prolongement sud-est du plateau tibétain.

Le plateau Yunnan-Guizhou (en sinogramme simplifié : 云贵高原; en sinogramme traditionnel : 雲貴高原 ; en hanyu pinyin : Yúnguì Gāoyuán) ou plateau de Yúnguì est un plateau situé dans les provinces du Yunnan et du Guizhou, dans le Xinan, en République populaire de Chine.